# Vorstendom Toerov
Het vorstendom Toerov (Wit-Russisch: Турава-Пінскае княства, Oekraïens: Турово-Пінське князівство, Russisch: Туровское княжество) was sinds de 10e eeuw een oorspronkelijk zelfstandig en later deelvorstendom van het Kievse Rijk, op het grondgebied van het huidige zuidelijk Wit-Rusland en noordelijk Oekraïne. De vorsten van Toerov waren vaak ook grootvorst van het Kievse Rijk. De hoofdstad van het vorstendom was Toerov. Andere belangrijke steden waren Pinsk, waarnaar het vorstendom ook wel Toerov-Pinsk wordt genoemd, en Sloetsk.
Na 1320 werd het een deel van het grootvorstendom Litouwen.

## Geschiedenis

### Stichting
Volgens de legende zou de stad Toerov rond 950 gesticht zijn door Toer, een broer van Rogvolod van Polotsk. Hoewel de precieze omstandigheden van zijn ontstaan niet duidelijk zijn, wordt het vorstendom in de Nestorkroniek vermeld als zich omstreeks 980 in het gebied van de Dregovitsjen bevindend.

### Onder het Kievse Rijk
In de tijd van Vladimir van Kiev werd de stad Toerov met het aangrenzend gebied een deel van het Kievse Rijk.
Aan het eind van de 10e eeuw werd de achtjarige Svjatopolk door Vladimir aangesteld als vorst van Toerov. Vladimir regelde ook diens huwelijk met de dochter van koning Bolesław I van Polen. Aangespoord door zijn vrouw, en Reinbern, de Calabrische bisschop die haar in haar kielzog volgde, maakte Svjatopolk plannen voor een veldtocht tegen Vladimir. Toen deze de plannen vernam liet hij Svjatopolk, zijn vrouw en Reinbern opsluiten. Kort voor de dood van Vladimir werd Svjatopolk vrijgelaten en naar Vysjgorod gezonden om er het bestuur op zich te nemen.
In 1042, na een huwelijk met Gertrude van Polen, werd Izjaslav Jaroslavitsj tot vorst van Toerov benoemd. Na het overlijden van Izjaslav werd het vorstendom aan zijn oudste zoon Jaropolk Izjaslavitsj gegeven.
In 1069 kreeg Jaropolk van de nieuwe grootvorst Vsevolod ook Wolynië. Jaropolk had regelmatig conflicten met de naburige vorsten van Galicië die hun macht naar Wolynië wilden uitbreiden. Dat gebied werd evenwel van 1073 door Oleg van Tsjernigov bezet. Na het in 1078 teruggewonnen te hebben benoemde grootvorst Vsevolod in 1086 David Igorjevitsj in Wolynië, hetgeen de bittere tegenstand van Jaropolk veroorzaakte. Tijdens zijn conflict met Kiev werd Jaropolk gedwongen naar Polen te vluchten, zijn familie in Loetsk achterlatend. Hij mocht in 1100 terugkeren. In 1118 werd hij onder onbekende omstandigheden vermoord.
Het vorstendom Toerov werd overgedragen aan zijn jongere broer Svjatopolk II, die ook het land van Novgorod bestuurde. Toen Svjatopolk grootvorst van Kiev werd, gaf hij het vorstendom Toerov aan Vjatsjeslav, zijn neef en zoon van Jaropolk. Als grootvorst probeerde Svjatopolk ook om de opstandige vorsten van Halytsj te onderwerpen, maar zijn pogingen waren weinig succesvol. In 1100 werd het vorstendom Toerov aan Jaroslav Svjatopolkovitsj gegeven, welke de beide landen van Toerov en Wolynië regeerde. Tijdens een nieuw conflict tussen de vorst van Toerov en de grootvorst van Kiev werd Jaroslav in 1118 uit zijn rijk gezet. Het land van Toerov werd vervolgens doorgegeven aan Brjatsjislav, een andere zoon van Svjatopolk, terwijl Wolynië aan Roman, een van de zonen van Vladimir Monomach werd gegeven.
Na de dood van Brjatsjislav gaf Monomach het vorstendom Toerov aan zijn zoon Vjatsjeslav die het tot het midden van de 12e eeuw behield.

### Onafhankelijkheid en annexatie door Litouwen
Rond 1150-60 kwam Toerov aan Andrej en Boris, de zonen van Joeri Dolgoroeki. Uiteindelijk werd het prinsdom in 1162 door Dolgoroeki teruggegeven aan een van de Izjaslavitsjen, Joeri Jaroslavitsj, kleinzoon van Svjatopolk II, welke de gehele onafhankelijkheid van het Kievse Rijk verkreeg. Onder zijn nakomelingen raakte het vorstendom echter meer en meer verdeeld. Een semi-onafhankelijk vorstendom Pinsk ontstond. Samen met het vorstendom Smolensk nam het leger van Toerov deel aan de Slag aan de Kalka in 1223.
In het begin van de 13e eeuw werd het vorstendom Toerov afhankelijk van het koninkrijk Galicië-Wolynië. Om zich hiervan te bevrijden richtten de vorsten van Toerov zich meer en meer naar het grootvorstendom Litouwen. Uiteindelijk werd het vorstendom in 1320 door Gediminas bij Litouwen gevoegd.
Onder het Pools-Litouwse Gemenebest werd het grondgebied van het voormalige vorstendom deel van de woiwodschappen Brest-Litovsk, Nowogródek, en Minsk.